# 阿布達比羅浮宮
罗浮宫阿布扎比博物馆（阿拉伯语：‎）是一座位於阿拉伯聯合大公國阿布達比薩迪亞特島的博物馆。该博物馆于2017年11月8日由法国总统马克龙、阿拉伯联合酋长国副总统穆罕默德·本·拉希德·阿勒马克图姆以及阿布扎比王储穆罕默德·本·扎耶德·阿勒纳赫扬揭幕。该博物馆是阿布扎比市与法国政府之间三十年协议的一部分。它的面积约为24,000平方米，拥有8,000平方米（86,000平方英尺）的画廊，是阿拉伯半岛最大的美术馆。最終建築成本约为6亿欧元。此外，阿布扎比还支付了5.25亿美元，让博物馆与卢浮宫联名，并且还支付7.47亿美元，以换取艺术贷款、特别展览和管理咨询。
博物馆陈列着来自世界各地的艺术品，尤其着眼于弥合东西方艺术之间的差距。

## 设计特色

### 地理位置
萨迪亚特岛文化区计划容纳规模最大的一批世界级文化资产。 除了阿布达比卢浮宫博物馆之外，这些博物馆还包括：扎耶德国家博物馆，由英国建筑公司福斯特建筑事务所设计，由诺曼·福斯特勋爵指导; 阿布达比古根汉博物馆当代艺术博物馆，有望成为世界上最大的古根海姆博物馆；一个由扎哈·哈迪德设计的表演艺术中心；一个由安藤忠雄进行概念设计的海事博物馆和一些艺术展馆。

### 建筑工程
博物馆被设计成“看似漂浮的穹顶结构”；它的网状圆顶能使阳光从中透过。整体效果呈现出“阳光穿过绿洲中的枣椰树叶子”。博物馆的总面积约为24,000平方米（260,000平方英尺）。永久馆藏区占地6000平方米（65,000平方英尺），临时展览区占地2,000平方米（22,000平方英尺）。

### 工程项目
BuroHappold建筑公司在整个项目中提供多学科的工程服务，包括结构工程、岩土工程、能源和环境咨询、水利工程、幕墙工程、照明设计、人员移动咨询、安全服务和包容性设计。他们的结构工程师用7,850颗不同大小的铝星实现了“漂浮的穹顶”，这些铝星镶嵌在8个叠加层，形成了一个穿孔的屋顶结构，阳光可以穿透到下面的空间。一组岩土和水利工程师专家在画廊内设计了一个防水的地下室和潮汐池，给人一种“海中博物馆”的错觉，同时保护艺术品、文物和游客免受腐蚀的海洋环境影响。

### 建筑工作
阿布扎比卢浮宫的建筑工程于2009年5月26日正式开工。阿布扎比王储穆罕默德·本·扎耶德·阿勒纳哈扬和时任法国总统尼古拉·萨科齐参加了在酋长皇宫酒店的一号画廊的展览“会说话的艺术：卢浮宫阿布扎比”的开幕式,展览包括在过去的18个月里为卢浮宫阿布扎比购置的19件艺术品，以及从法国国家博物馆借来的贷款，标志着建设工作的开始。
卢浮宫的打桩工作将于2010年8月完成，打桩和授权工作由德国专业公司承包。共计4536根桩包括RC桩和H桩，工作于2010年8月3日完成。
2011年10月29日，阿布扎比政府旗下的项目经理旅游开发投资公司（TDIC.）宣布将推迟博物馆的建设。公司没有给出新的日期。据阿联酋报纸《海湾新闻》和《国家报》报道，推迟的原因可能是阿联酋重新审视了其经济战略。
2012年1月，阿布扎比卢浮宫的新开放日期确定为2015年。
2013年初，由阿拉伯技术公司（Arabtec）、圣何塞建设公司（Constructora San Jose）和阿布扎比奥格（Oger Abu Dhabi）牵头的财团开始了博物馆主要的建设阶段。这一阶段包括防水系统和两层地下室建设，以及支撑7000吨重穹顶的四根混凝土柱子工作。
2013年第四季度，画廊空间的建设和穹顶的初步准备工作开始了。2013年12月5日，博物馆天篷的第一个构件安装到位。
2014年3月17日，TDIC宣布完成第一个永久馆藏建筑结构，以此纪念施工开始一周年。据统计，到目前为止，已经完成了1000万工时，使用了120,538立方米的混凝土。
2014年9月22日，最后一个超大尺寸的天篷构件安装到位，标志着博物馆建设阶段的一个重要里程碑。2014年10月，旅游与发展投资公司（Tourism & Development Investment Company）宣布，阿布扎比卢浮宫的完工率超过50%。

### 视觉识别
罗浮宫阿布扎比的三种语言寻路系统是由菲利普·阿佩洛格（Philippe Apeloig）设计的，并以阿拉伯语和罗马语两种语言实现。Frutiger LT字体被选为罗马文本，因为它的标识具有完美的可读性; 黎巴嫩的印刷工人克里斯蒂安·萨基斯（Kristyan Sarkis）根据经典的纳什克风格和他的Colvert阿拉伯字体创建了一个阿拉伯语定制字体——LAD阿拉伯语。
象形图的设计灵感来自于博物馆的建筑，尤其是受穿过巨大圆顶的小孔阳台建筑的光雨产生的抽象形状所启发。每个象形图是几个形状的组合，产生出轮廓和物体。

## 展览
2009年5月，阿布扎比卢浮宫首次透過展览“会说话的艺术:阿布扎比卢浮宫”与公众分享其收藏。展览展示了展馆最初的19件藏品，包括14世纪的《馬木路克古蘭經》、5世纪来自多马尼亚诺的《腓骨》、贝里尼的《圣母与圣婴》，以及蒙德里安1922年的《蓝红黄黑构图》。
第二场展览“博物馆的诞生”于2013年5月在萨迪亚特岛灯塔展览空间开幕，同年8月结束。这是该系列的第一次大规模预展，展出了阿布扎比政府永久收藏的130件作品。其中包括一件从未见过的毕加索作品，一尊来自塞浦路斯的青铜时代的陶土雕像，以及来自希腊、土耳其、日本和叙利亚的手工艺品。

## 其他项目
2014年5月，一个以阿布扎比展出的作品和巴黎卢浮宫的一系列新藏品为特色的博物馆展览诞生了。展馆展出了许多新作品，包括日本艺术家志永一雄(Kazuo Shiraga)于1960年创作的《Chirisei Kyubiki》等。

## 管理

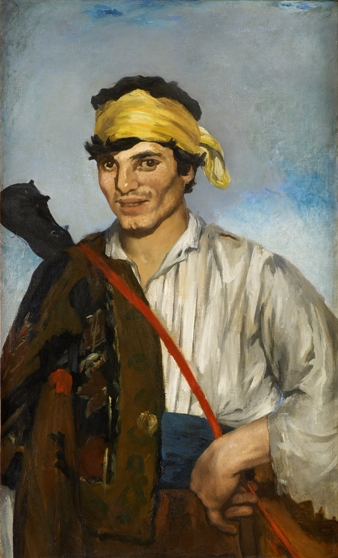
愛德華·馬奈的Le Bohémien在博物馆中展出

### 合同
阿布扎比卢浮宫是一个完全独立于巴黎卢浮宫的博物馆，尽管这两个博物馆之间有30年的品牌和培训协议，而且巴黎卢浮宫是法新社博物馆12个股东之一。这项为期30年的协议是由法国文化部长勒诺德·多内迪奥·德·瓦布雷斯（Renaud Donnedieu de Vabres）和纳哈扬酋长苏丹·本·塔努恩（Sheik Sultan bin Tahnoon Al Nahyan）签署的。协议将推动在阿布扎比中部附近的萨迪亚特岛上建造一座卢浮宫，以换取13亿美元。该合同禁止在沙特阿拉伯、科威特、阿曼、巴林、卡塔尔、埃及、约旦、叙利亚、黎巴嫩、伊朗或伊拉克的阿联酋任何其他酋长国以卢浮宫的名义开展任何类似的活动。法国总统希拉克（Jacques Chirac）赞扬了与阿布扎比博物馆的交易，他说，这反映了“某种世界观”，在这种观念中，协议的每一方都“为自己的根和身份感到自豪，并认同所有文化的平等尊严。”

### 建造成本
阿布扎比向卢浮宫支付了5.25亿美元，另外还支付了7.47亿美元，以换取艺术贷款、特别展览和管理咨询。以阿拉伯特科(Arabtec)为首的财团，正依照2013年初签订的一份6.53亿美元的合同建造这座博物馆。

### 成本预估
阿布扎比市为使用卢浮宫品牌支付了5.25亿美元，其中1.95亿美元将在一个月内支付。除此之外，卢浮宫还将支付为期10年的2.47亿美元贷款，预计将借出共计200至300件艺术品。巴黎卢浮宫还将为中东卢浮宫提供管理建议，耗资2.145亿美元。还将投资2.535亿美元用于各种特别艺术展览。每年将举办四场展览，为期15年。阿布扎比市还将向卢浮宫直接捐款3250万美元，用于翻新卢浮宫的一个侧馆，以展示国际艺术品。

## 争议

### 劳工待遇问题
2011年4月，国际上超过120位艺术家因阿布扎比项目的建筑工人受到虐待和剥削，呼吁抵制卢浮宫和古根海姆美术馆。《卫报》在2013年12月的报道中称，建筑工人在阿布扎比的待遇可以说是“现代社会的奴隶”。

### 回应
据《纽约时报》报道，卢浮宫的馆长Henri Loyrette 回应了对卢浮宫海外拓展的批评，他争辩说卢浮宫不能忽视博物馆的国际化。

## 外部連結
- louvreabudhabi.ae （页面存档备份，存于）
- The website "La Tribune Del Art", a protest webpage （页面存档备份，存于）
- Website at The National newspaper devoted to the ongoing construction of the Louvre Abu Dhabi
- Buro-Happold （页面存档备份，存于）